# 83-й гвардейский миномётный полк
83 гвардейский миномётный полк (83 гв. минп) — воинская часть Вооружённых Сил СССР в Великой Отечественной войне.
Полное наименование — 83-й гвардейский миномётный Житомирский Краснознамённый ордена Богдана Хмельницкого полк.
Состав полка: 295 огмдн / 1; 325 огмдн / 2; 358 огмдн / 3;

## История
Участие реактивной артиллерии в обороне Сталинграда можно проследить на примере боевых действий 83-го гвардейского миномётного полка подполковника К. Т. Голубева.
Полк был вооружён реактивными установками БМ-8, смонтированными на танках Т-60. Часть мпв прибыла на Сталинградский фронт в момент его создания и, вступила в бой ещё на дальних подступах к городу, в районе Чернышевской. Полк поддерживал боевые действия передового отряда 33-й гвардейской стрелковой дивизии, а в дальнейшем прикрывал огнём своих дивизионов отход войск армии за Дон, обеспечивал нанесение контрудара соединениями 1-й танковой армии западнее Калача. В ходе обороны, полк участвовал в отражении массированных атак врага на внешнем и внутреннем обводах города, нередко прибегал к стрельбе с открытых огневых позиций, вёл бои в окружении в районе Песковатка и Вертячий. Но особые трудности на долю воинов полка выпали, с началом ожесточённых боёв в городе, доходившие до рукопашных схваток. Гвардейцам 83-го полка вместе с бойцами 62-й армии приходилось неоднократно в рукопашных схватках отражать атаки противника, под стрелково-пулемётным огнём выводить свою боевую технику в безопасное место. И они с честью прошли через все испытания и оказали большую помощь пехоте в удержании правого берега Волги. Дивизионы полка поддерживали боевые действия прославленных 13-й и 37-й гвардейских, 284-й и 308-й стрелковых дивизий в центре города, в районе вокзала и главной переправы, защищали заводы «Красный Октябрь», «Баррикады» и «СТЗ», сражались на Мамаевом кургане.

## Командиры
Командиры полка — майор / подполковник / полковник Голубев Константин Тимофеевич (с 7.07.1942 по 10.1942, с 10 по 12.1942 — ком-р 3 ТГМП, с 12.1942 по 27.08.1944 — опять ком-р полка, затем зам. ком арт. по ГМЧ 3 гв. А), подполковник Резниченко Константин Иванович (с 30.08.1944, убит — 30.10.1944), врио майор Коробов Н. Ф. (10.1944), майор / подполковник Захаров Андрей Андреевич (с 11.1944).
Начальники штаба: майор Завальский Василий Иванович (с 7.1942, с 9 по 12.1942 — врид ком-ра полка, с 1943 — НШ 32 ГМБр), майор Коробов Николай Филиппович (с 12.1943, в 10.1944 — врио ком-ра полка), майор Осыка Григорий Яковлевич (с 2.1945);
пнш: капитан Трунов Григорий Тимофеевич (пропал без вести — 7.03.1943), капитан Титов Владимир Лаврентьевич (с 12.1943 — ком-р 105 гмд 36 ГМП), капитан Попов Константин Михайлович (1944, в 1945 — ком-р 3-го д-на);
военком: Немченко (8.1942);
Командиры дивизионов:
295 огмд / 1 — капитан Панников Александр Алексеевич (убит — 30.07.1942), капитан Лебедев Иван Алексеевич (убит — 13.02.1943), капитан Исып Николай Трофимович (с 4.1943 — нш д-на, с 7.1944 — ком-р д-на, в 1945 — ком-р 3 д-на 34 ГМБр), капитан / майор Шматько Алексей Иванович (убит — 16.07.1944), капитан Казазаев Николай Николаевич (1945);
325 огмд / 2 — капитан Капилин Константин Васильевич (убит — 8.08.1942), капитан Александров Вадим Александрович(1943), капитан Белов Анатолий Петрович (с 7.1944); нач.штаба д-на л-т Новичков Михаил Николаевич (убит — 8.08.1942), капитан Остапенко Василий Варфоломеевич (1943—1944, в 6.1945 — в 40 ГМБр), капитан Баранов Анатолий Григорьевич (1945);
358 огмд / 3 — майор Ластовка Феодосий Михайлович (с 1942), майор Федорцов Михаил Ульянович (12.1943, в 1944 — замполит 295 гмд, убит — 14.01.1944), капитан Лапко Павел Кондратьевич (1944), капитан Попов Константин Михайлович (1945, в 1943 — нш д-на, в 1944 — пнш полка);

## Подчинение
- 01.07.1942 83 гв. миномётный полк / Московский военный округ
- 01.08.1942 83 гв. миномётный полк / 62 армия / Сталинградский фронт
- 01.09.1942 83 гв. миномётный полк / 62 армия / Юго-Восточный фронт
- 01.10.1942 83 гв. миномётный полк (без 358 д-на) / 62 армия / Сталинградский фронт
- 01.11.1942 83 гв. миномётный полк / 62 армия / Сталинградский фронт
- 01.12.1942 83 гв. миномётный полк / Сталинградский фронт
- 01.01.1943 83 гв. миномётный полк / Резерв Ставки
- 01.02.1943 83 гв. миномётный полк / Московский военный округ
- 01.03.1943 83 гв. миномётный полк / 6 гв. миномётная дивизия / 1 ударная армия / Северо-Западный фронт
- 01.04.1943 83 гв. миномётный полк / 6 гв. миномётная дивизия / Резерв Ставки
- 01.05.1943 83 гв. миномётный полк / 6 гв. миномётная дивизия / Московский военный округ
- 01.06.1943 83 гв. миномётный полк / 47 армия / Степной военный округ / Резерв Ставки
- 01.07.1943 83 гв. миномётный полк / 47 армия / Степной военный округ / Резерв Ставки
- 01.08.1943 83 гв. миномётный полк / 47 армия / Воронежский фронт 01.09.1943 83 гв. миномётный полк / 47 армия / Воронежский фронт
- 01.10.1943 83 гв. миномётный полк / 47 армия / Воронежский фронт
- 01.11.1943 83 гв. миномётный полк / 38 армия / 1 Украинский фронт
- 01.12.1943 83 гв. миномётный полк / 38 армия / 1 Украинский фронт
- 01.01.1944 83 гв. миномётный полк / 27 армия / 1 Украинский фронт
- 01.02.1944 83 гв. миномётный полк / 1 Украинский фронт
- 01.03.1944 83 гв. миномётный полк / 60 армия / 1 Украинский фронт
- 01.04.1944 83 гв. миномётный полк / 1 Украинский фронт
- 01.05.1944 83 гв. миномётный полк / 1 Украинский фронт
- 01.06.1944 83 гв. миномётный полк / 1 Украинский фронт
- 01.07.1944 83 гв. миномётный полк / 60 армия / 1 Украинский фронт
- 01.08.1944 83 гв. миномётный полк / 1 Украинский фронт
- 01.09.1944 83 гв. миномётный полк / 1 Украинский фронт
- 01.10.1944 83 гв. миномётный полк / 38 армия / 1 Украинский фронт
- 01.11.1944 83 гв. миномётный полк / 38 армия / 1 Украинский фронт
- 01.12.1944 83 гв. миномётный полк / 38 армия / 4 Украинский фронт
- 01.04.1945 83 гв. миномётный полк / 38 армия / 4 Украинский фронт
- 01.05.1945 83 гв. миномётный полк / 60 армия / 4 Украинский фронт